# Крум Дерменджиев
Крум Димитров Дерменджиев е български скулптор, класик.

## Биография
Роден е на 4 юли 1916 година в Горна Джумая (днес Благоевград). Внук е по майчина линия на революционера Иван Пашалията. Членува в Дружеството на новите художници. Завършва Държавната художествена академия в София през 1951 година с оценка отличен 6 с похвала. Като студент Крум Дерменджиев е обучаван от професор Марко Марков и професор Иван Лазаров. От 1952 година до 1955 година е асистент по специалност „Скулптура“ в академията при професор Михаил Кац.
Участва в състава на различни комисии като представител на Държавната комисия по скулптура към Комитета за изкуство и култура и Съюза на българските художници при приемането на някои художествени произведения.
Умира на 88-годишна възраст през 2005 година в София. След смъртта му в негова чест се реализират някои негови незавършени проекти за паметници, като този на Христо Ботев в Благоевград и Кузман Шапкарев.

## Творчество
В ранните си години Крум Дерменджиев е работил в ателието на скулптора Любомир Далчев, което се намира в Бояна. Далчев казва за Крум Дерменджиев : „В областта на портрета, в много от образите, Крум Дерменджиев постига завидна висота“.
Крум Дерменджиев е автор на паметниците на Гоце Делчев в Благоевград и в местността Попови ливади, на Васил Левски в Благоевград, на Яне Сандански в Мелник и други. Негови произведения са участвали в изложби в Москва и в Берлин.
Самостоятелни изложби:
- 1939 – Благоевград
- 1959 – Благоевград
- 1968 – София
- 1969 – с. Върбовка, Великотърновско

- Паметник на Гоце Делчев в Благоевград
- Паметник на Яне Сандански в Мелник
- Бюст на Димитър Благоев в Музея на социалистическото изкуство в София, 1969 г.

## Признание и награди
За високите си постижения в областта на скулптурата Крум Дерменджиев е отличен с редица държавни и други отличия.
Награждаван е с почетно звание заслужил художник (1970), заслужил гражданин на Благоевград (1975), орден „Кирил и Методий“ II степен (1976), орден „Стара планина“ I степен (2001) и почетен гражданин на Благоевград (2001). През 2003 г. е награден и с почетен юбилеен медал „100 години Илинденско-Преображенско въстание“.